# Palais de l'Europe
Le Palais de l'Europe est un bâtiment situé à Strasbourg, siège du Conseil de l'Europe.

## Histoire

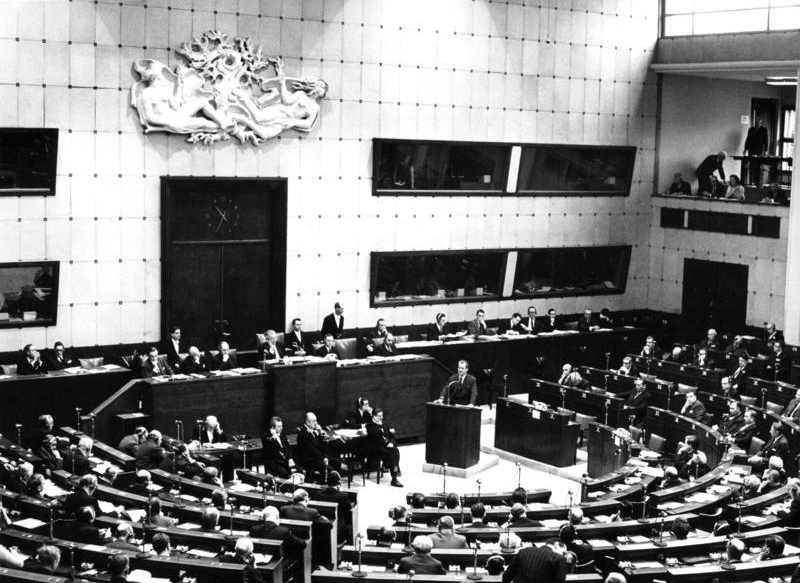
Une session de l'Assemblée du Conseil de l'Europe en janvier 1967, dans la Maison de l'Europe, qui se trouvait à l'emplacement de l'actuel Palais de l'Europe.

Le bâtiment a été réalisé par l'architecte Henry Bernard et fut inauguré en 1977.
Le premier bâtiment où siégeait le Conseil de l'Europe, à partir de sa création en 1949, était le bâtiment principal de l'Université de Strasbourg, à savoir le Palais universitaire.
Puis, entre 1950 et 1977, les réunions du conseil ont eu lieu dans un bâtiment provisoire en béton : la Maison de l'Europe (conçue par l'architecte Bertrand Monnet et bâtie en 1949). Cette dernière a été détruite en 1977 : elle se trouvait à la place de l'actuelle pelouse menant au Palais de l'Europe.
Jusqu'à la construction du bâtiment Louise-Weiss en 1999 sur la rive opposée de l'Ill, le Conseil de l'Europe partageait l'hémicycle du Palais de l'Europe avec le Parlement européen.

## Localisation
Le Palais de l'Europe se trouve dans le « quartier européen » de Strasbourg, à environ deux kilomètres au nord-est de la Grande Île, le centre historique de Strasbourg.
Le site est desservi par la ligne E du tramway de Strasbourg, station Droits de l'Homme, et par les lignes C6, 30 et 72 du réseau d'autobus de Strasbourg, arrêt Conseil de l'Europe.

## Description

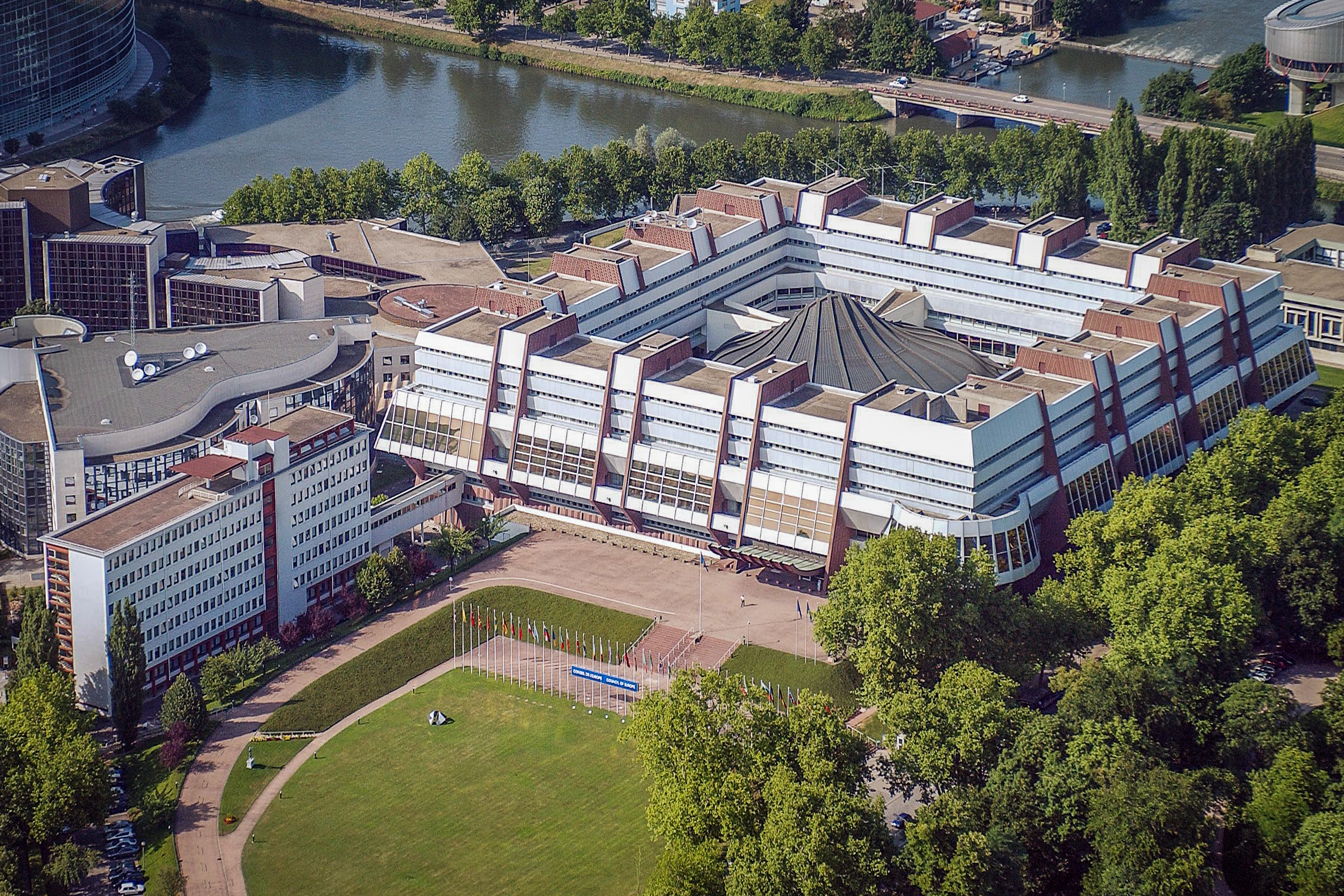
Vue aérienne du Palais de l'Europe.

Le Palais de l'Europe mesure 106 mètres sur chacun de ses côtés et 38 mètres de hauteur (représentant neuf étages). Sa surface totale est de 64 000 mètres carrés. Il comprend dix-sept salles de réunions et une centaine de bureaux pour le personnel du secrétariat du Conseil de l'Europe ainsi que l'hémicycle de l'Assemblée parlementaire. L'extérieur du bâtiment est rouge, argent et brun. 

## Postérité
Le Palais de l'Europe apparaît sur plusieurs timbres émis par des États membres du Conseil de l'Europe.
En 1977, la France et l'Allemagne et en 1984 l'Italie, ont émis des timbres représentant le Palais de l'Europe.
La Poste française a émis plusieurs timbres à l'effigie du Palais de l'Europe à la fin des années 1970 et dans les années 1980,.

Présidences du Conseil de l'Europe
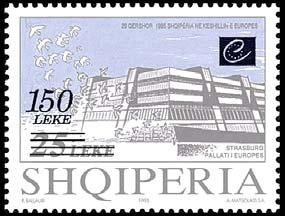
Albania (Albanie), (1999).
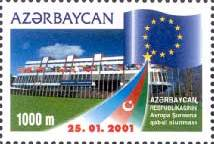
Azərmarka (Azerbaïdjan), (2001).
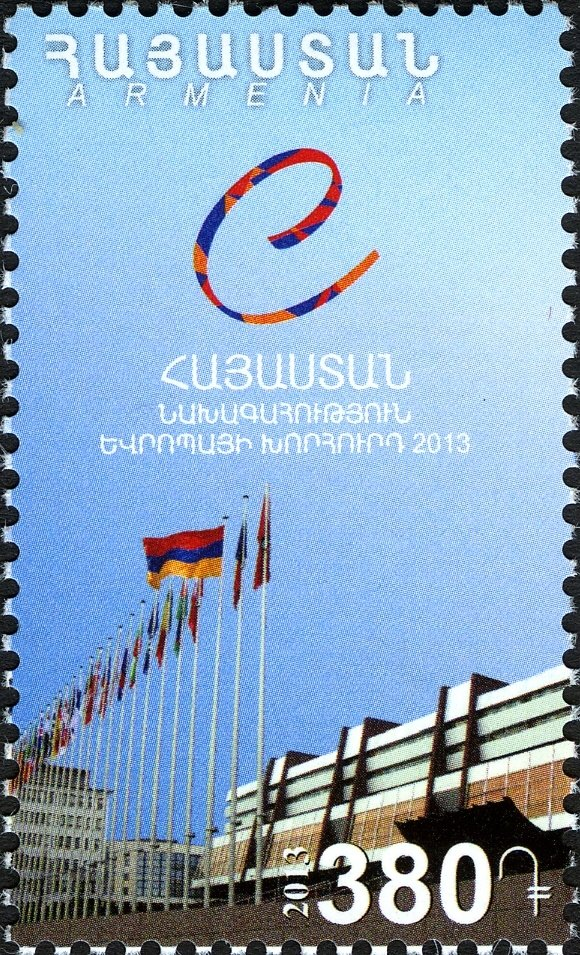
Armenia  (Arménie), (2013).

- Pour le 60e anniversaire du conseil de l'Europe (2009)

Pour le du conseil de l'Europe (2009)
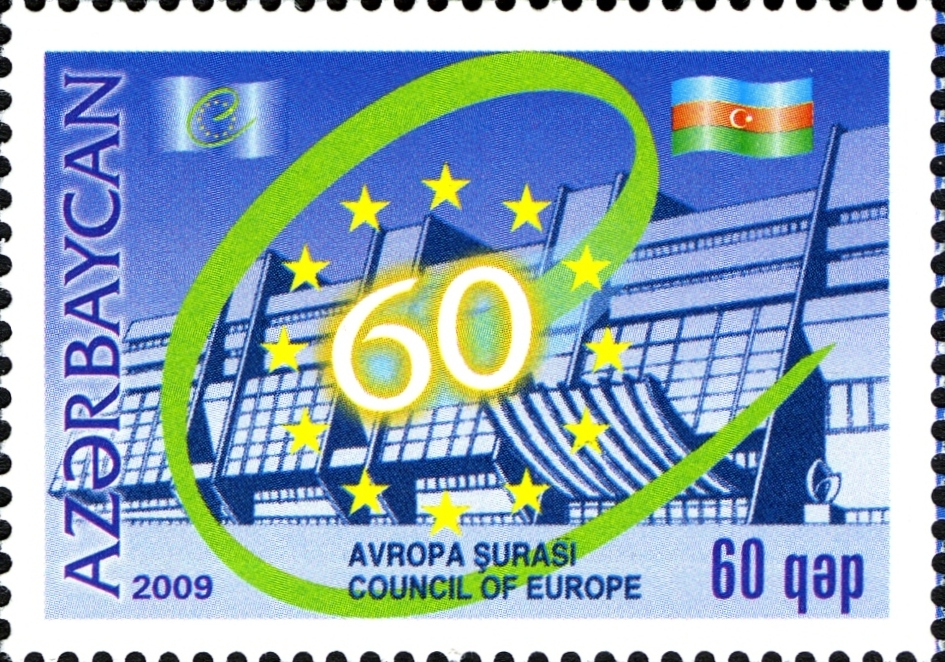
Azərmarka (Azerbaïdjan), (2009).
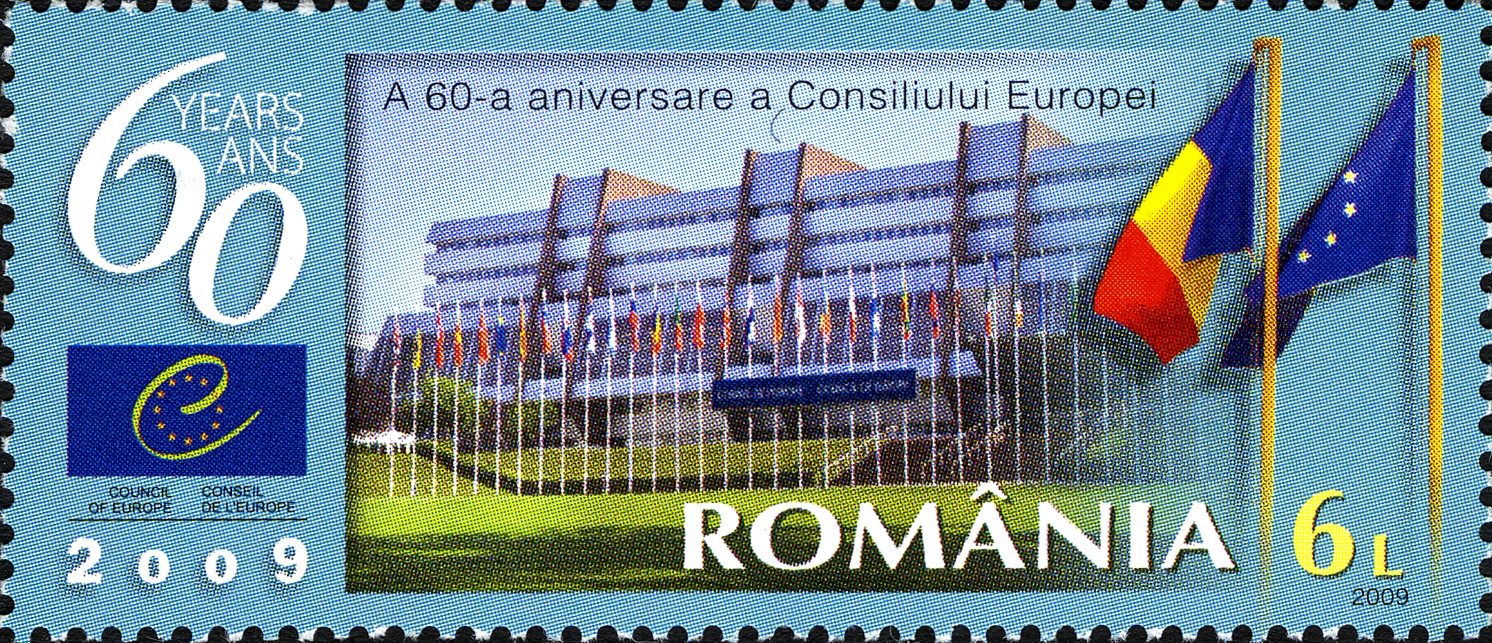
Poșta Română (Roumanie), (2009).

- Pour le 70e anniversaire du conseil de l'Europe (2019)

Pour le du conseil de l'Europe (2019)
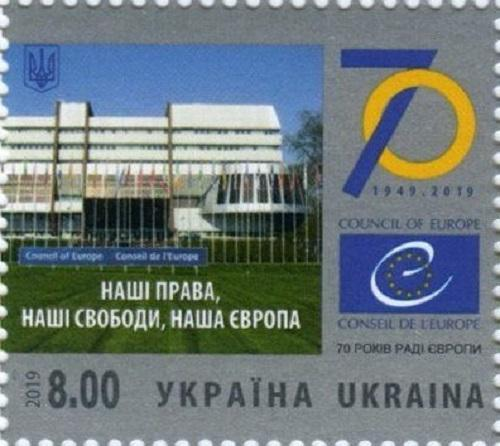
Ukraina (Ukraine), (2019).